# Жаров, Фёдор Тимофеевич
Фёдор Тимофе́евич Жа́ров (1907—1943) — старший лейтенант Рабоче-крестьянской Красной Армии, участник Великой Отечественной войны, Герой Советского Союза (1943).

## Биография
Фёдор Жаров родился в 1907 году в деревне Вершина Орехово-Зуевского района Московской области. Получил неполное среднее образование. В 1926 году переехал в Шатуру. Работал чернорабочим на торфоразработках в «Шатурторфе», затем молотобойцем и слесарем. Окончил рабфак и Высшую школу профсоюзного движения, после чего был председателем Шатурского городского совета Осоавиахима. Избирался депутатом Шатурского городского совета. 
В 1941 году Жаров добровольно пошёл на службу в Рабоче-крестьянскую Красную Армию. Окончил курсы младших лейтенантов. С октября 1942 года — на фронтах Великой Отечественной войны. Принимал участие в боях на Сталинградском, Донском и Центральном фронтах. К сентябрю 1943 года старший лейтенант Фёдор Жаров командовал пулемётной ротой 985-го стрелкового полка 226-й стрелковой дивизии 60-й армии Центрального фронта. Отличился во время битвы за Днепр.
26 сентября 1943 года Жаров со своей ротой первым переправился через Днепр к северу от Киева, а 27 сентября — через протоку Мохова. Рота Жарова освободила село Толокунская Рудня Вышгородского района Киевской области Украинской ССР, уничтожив около двух взводов немецкой пехоты. В том бою Жаров погиб. Похоронен в Толокунской Рудне.
Указом Президиума Верховного Совета СССР от 17 октября 1943 года за «мужество и героизм, проявленные при форсировании Днепра» старший лейтенант Фёдор Жаров посмертно был удостоен высокого звания Героя Советского Союза. Также был награждён орденами Ленина и Отечественной войны 2-й степени, двумя медалями.

## Память
- Мемориальная доска установлена в городе Шатура Московской области на доме, в котором жил Герой (ул. Клары Цеткин, д. 15)
- Именем Героя названа улица в городе Шатура Московской области[1]
- Имя Героя присвоено Шатурской средней школе № 4 (ныне МБОУ СОШ № 4 города Шатура Московской области)[1]
- Памятная стела с именем Героя установлена на Аллее Героев в городе Шатура Московской области
- Памятная стела с именем Героя установлена в городе Шатура Московской области на улице, названой в честь Героя (рядом с домом №12)
- Звание «Почетный гражданин Шатурского района» (присвоено посмертно в 2002 г.)[2]
- Имя Героя высечено на мемориале Защитникам Отечества в городе Куровское Московской области[1].